# Филлодоце алеутская
Филлодо́це алеу́тская (лат. Phyllodoce aleutica) — вечнозелёное низкорослое древесное растение, вид рода Филлодоце (Phyllodoce) семейства Вересковые (Ericaceae), от других видов этого рода отличается прежде всего зеленовато-жёлтыми кувшинчатыми цветками. Встречается на Дальнем Востоке и в Северной Америке. Листья содержат биологически активные вещества.

## Распространение и местообитание
Филлодоце алеутская встречается в различных районах Северо-Восточной Азии и северо-западной части Северной Америки.
На российском Дальнем Востоке этот вид распространён на Камчатке, Сахалине и Командорских островах. Имеется также небольшая изолированная часть ареала на Курилах: на полуострове Медвежий острова Итуруп. В Азии за пределами России филлодоце алеутская известна в Японии, где она наиболее широко распространена на Хоккайдо, а также встречается в некоторых внутренних районах Хонсю. Североамериканская часть ареала охватывает четыре штата США (Аляску, Вайоминг, Монтану и Орегон) и три территории Канады — (Альберту, Британскую Колумбию и Юкон).
Растёт филлодоце алеутская на скалистых склонах, гольцах, в тундровых кустарниках. Значительная часть ареала приходится на плоскогорья и предгорные территории высотой до 1700 метров над уровнем моря. На Камчатке она является одним из характерных растений горно-тундрового высотного пояса океанического горно-тундрово-стланикового (Южно-камчатско-северокурильского) подтипа поясности — наряду с арктерикой низкой (Arcterica nana), бриантусом Гмелина (Bryanthus gmelinii), водяникой чёрной (Empetrum nigrum), голубикой (Vaccinium uliginosum), кассиопеей плауновидной (Cassiope lycopodioides), кассиопеей Стеллера (Cassiope stelleriana) и рододендроном камчатским (Rhododendron camtschaticum). Горно-тундровые растительные сообщества филлодоце алеутской, рододендрона камчатского (Rhododendron camtschaticum) и филлодоце голубой (Phyllodoce caerulea) характерны в Южном вулканическом округе Камчатки для лавовых плато на высотах 800—1000 м над уровнем моря.

## Ботаническое описание
| |
| |
| |
| Сверху вниз: общий вид цветущего растения, цветок крупным планом, гибрид филлодоце алеутской и филлодоце голубой |

Вечнозелёные кустарнички либо низкие кустарники высотой до 40 (иногда до 50 см) с густо облиственными побегами. Высота растений зависит от увлажнения мест обитания. Молодые ветви опушённые, более старые — голые. Кущение начинается с 5 лет и длится до 20 лет. Долговечное растение: продолжительность жизни составляет более 50 лет. Прямостоячее, сильно ветвящееся растение.
Листья очерёдные, линейные, не перекрывающиеся, с тупой верхушкой, светло-зелёные, длиной от 5 до 15 мм. Черешок очень короткий — длиной около 1 мм. Листовая пластинка сверху ярко-зелёного цвета, а снизу более бледная, желтоватая; с одной главной жилкой, которая не доходит до вершины листа; с верхней стороны листа вдоль жилки имеется беловолосистое опушение. Край листовой пластинки железисто- и остро-мелкопильчатый — и, в отличие от многих других видов вересковых, прямой (не завёрнут на нижнюю сторону).
Цветки собраны в расположенные на концах побегов щитковидные или зонтиковидные соцветия; в одной соцветии — от 5 до 15 цветков. Цветоножки опушённые, выходят из пазух почечных чешуй, имеют длину до 2 см (по другим данным — имеют длину 10 мм), при плодах вытягиваются до 3 см. Прицветников два. Чашечка — из пяти линейных или линейно-ланцетных жёлто-зелёных чашелистиков длиной 4—5 мм (по другим данным — длиной 2,5—3,5 мм) и шириной 1,5—2 мм, с опушённой абаксиальной стороной. Венчик яйцевидно-кувшинчатый, длиной 7 мм, из пяти раздельных лепестков, мохнато железисто-волосистый, беловато-зеленовато-желтоватой или зеленовато-белой окраски. Тычинок 9—10, тычиночные нити опушённые, 1,5—2 мм длиной, пыльники становятся коричневыми при высыхании, опушённые, 1,5—2 мм длиной. Цветки чуть наклонённые, 5—8 мм в диаметре, в природе распускаются в апреле-мае, а в культуре — в июле-августе. Для филлодоце алеутской характерна жёсткая самонесовместимость при опылении в случае раннего снеготаяния и менее выраженная самонесовместимость при позднем снеготаянии.

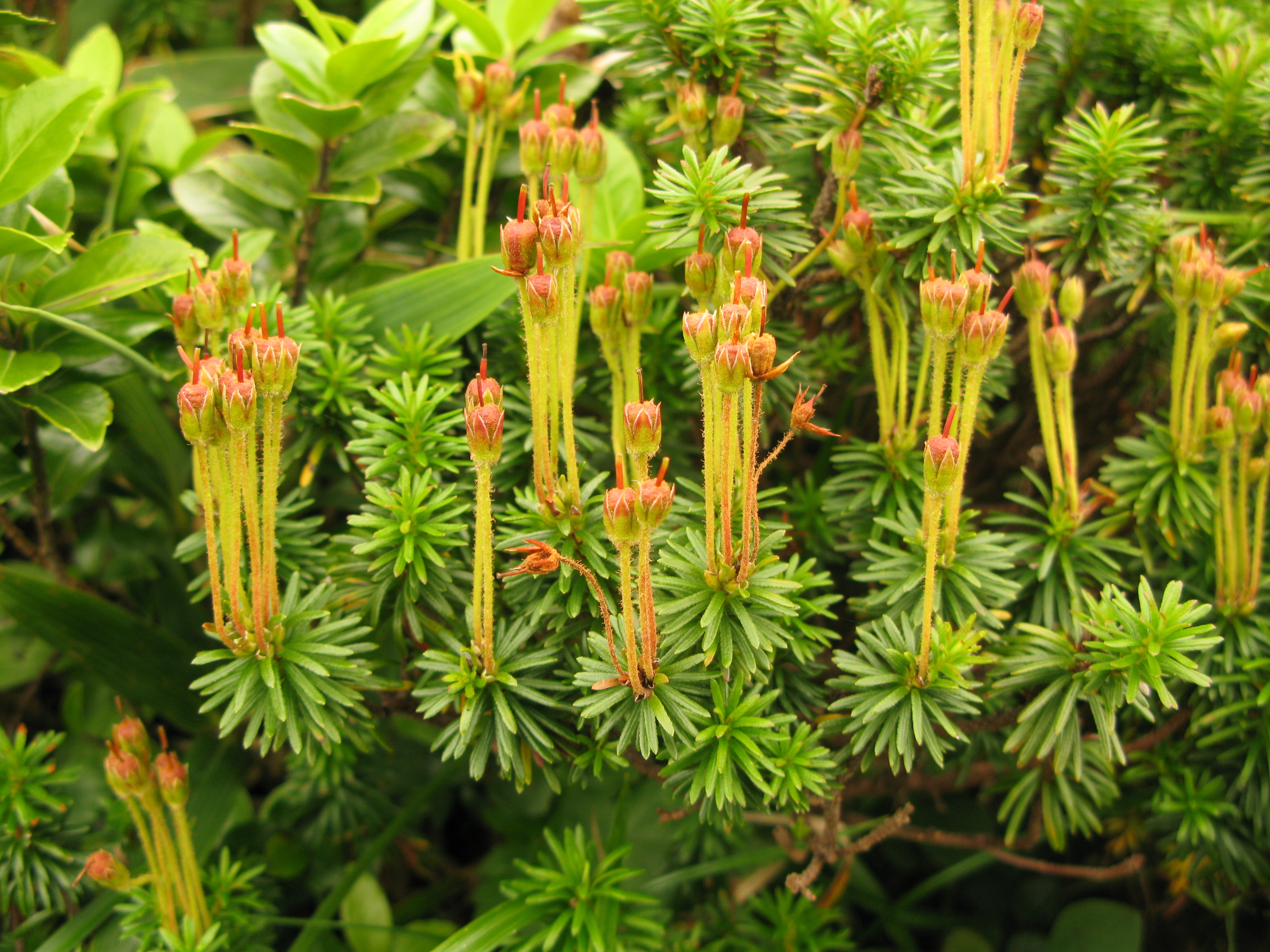
Филлодоце алеутская с недозрелыми плодами. Япония

Плод — сухая пятигнёздная опушённая яйцевидная коробочка размером 3—4 × 2,5—3,5 мм, которая остаётся на растении после того, как из неё высыпятся семена, в течение года, а иногда даже и дольше. Созревают плоды в сентябре.
Филлодоце алеутская близка к филлодоце голубой (Phyllodoce caerulea), но отличается от неё рядом признаков: прежде всего окраской венчиков (у филлодоце голубой они лилово-сиреневые), а также большим числом цветков в соцветии (от 5 до 10 и даже до 15 против 3—6 у филлодоце голубой) и существенно более длинными плодоножками.
На Камчатке, Хоккайдо и Алеутских островах известны гибридные формы между данным видом и филлодоце голубой, а на Аляске — между филодоце алеутской и Phyllodoce granduliflora.

## Химический состав и хозяйственное применение
Листья филлодоце алеутской содержат фенолкарбоновые кислоты и флавоноиды, чем и обусловлено их лекарственное действие. В частности, в листьях растения найдены дигидрокверцетин и мирицетин — флавоноиды, обладающие биологической активностью. Дигидрокверцетин имеет противовоспалительные, диуретические и гипотензивные свойства; мирицитин является гастропротектором, обладает диуретическими и кардиостимулирующими свойствами. Растение может содержать до 16 % арбутина — гликозида фенольного типа, имеющий антисептические свойства. В побегах растения найдены различные фенолкарбоновые кислоты: ванилиновая, n-гидрокси-бензойная, коричная, кофейная, n-кумаровая, o-кумаровая, салициловая, синаповая, сиреновая, феруловая. Эфирное масло филлодоце алеутской состоит в общей сложности из 50 компонентов.
Водный экстракт листьев филлодоце алеутской обладает выраженными диуретическими свойствами. Исследования водно-спиртового экстракта побегов растения показали, что в условиях эксперимента он также обладает диуретическими свойствами; кроме того, у него были найдены противосудорожные свойства.
Растение иногда культивируют как декоративное. В России растение культивируют с 1915 года, однако попытки его выращивать в ботанических садах Москвы и Санкт-Петербурга были не слишком удачны: образцы, взятые из природы, погибали через 3—4 года.